# Piônio de Esmirna
Piónio de Esmirna (morto em 12 de março de 250) é um mártir e santo, executado na fogueira em Esmirna durante o reinado do imperador Décio, por se recusar a sacrificar aos deuses romanos.